# Червено тити
Червено още бакърено тити (Callicebus cupreus) е вид бозайник от семейство Сакови (Pitheciidae).

## Разпространение
Видът е разпространен в Бразилия и Перу.